# Jaak Salumets
Jaak Salumets (Paide, 30 gennaio 1949) è un ex cestista e allenatore di pallacanestro sovietico, dal 1991 estone.
Dal 2007 al 2011 fu anche deputato al Riigikogu.

## Carriera
Con l'Unione Sovietica ha disputato i Campionati europei del 1973.
Da allenatore ha guidato l'Estonia ai Campionati europei del 1993.